# Igor Soloschenko
Igor Alexandrowitsch Soloschenko (kasachisch Игорь Александрович Солошенко; * 22. Mai 1979 in Qaraghandy) ist ein kasachischer ehemaliger Fußballspieler.

## Karriere
Igor Soloschenko spielte als Verteidiger von 2006 bis 2009 bei Schachtjor Qaraghandy. 2010 wurde er vom Ligarivalen Oqschetpes Kökschetau verpflichtet.

## Nationalmannschaft
Soloschenko wurde elfmal in der Kasachischen Fußballnationalmannschaft eingesetzt.

## Erfolge
- Kasachischer Pokalsieger: 2002